# Mama Said
«Mama Said» (укр. Мама сказала) — кантрі-рок-балада американського хеві-метал-гурту Metallica з їхнього шостого альбому Load. Текст пісні розповідає про чоловіка або хлопчика, який вчиться шукати свій власний шлях у житті далеко від матері. Пісня написана безпосередньо про складні стосунки Гетфілда з його матір'ю, яка померла від раку, коли йому було 16 років.
Пісня є відходом від класичного звучання гурту. Її жанровий стиль поєднує в собі кантрі, блюз і хард-рок. Пісня починається з акустичної гітари, а під час приспіву до неї приєднується вокальна гармонія у стилі кантрі та сталева гітара. Наприкінці пісні з'являються павер-акорди на електрогітарі.
«Mama Said» ніколи не була частиною концертного сет-лісту Metallica, однак Гетфілд виконував цю пісню наживо, використовуючи одну акустичну гітару зі сталевими струнами, без барабанів і бас-гітари. Він також виконав її разом з кантрі-співачкою Джессі Колтер на концерті CMT's Outlaw, разом з кавером Гетфілда на пісню Вейлона Дженнінгса «Don't You Think This Outlaw Bit's Done Got Out of Hand».

## Демо
Рання демо-версія має назву «Mama Said (The Story So Far)», яка була записана в домашній музичній студії Ларса Ульріха «Dungeon» 14 квітня 1995 року.

## Кліп
Відео було знято в листопаді 1996 року в Лондоні режисером Антоном Корбейном. Кліп фокусується на Джеймсі Гетфілді, який сидить на задньому сидінні автомобіля і грає пісню на акустичній гітарі. Автомобіль їде південно-західним шосе, і в якийсь момент з'являються інші учасники Metallica, які дивляться у вікно, коли він проїжджає повз них. Коли пісня добігає кінця, кадр повертається назад, щоб показати, що Гетфілд сидить на нерухомому задньому сидінні всередині студії (ймовірно, це було використано для зйомок сцен з автомобілем і лише для того, щоб з'явитися в кінці, оскільки є короткі видимості того, що могло б бути переднім сидінням і лобовим склом під час руху з точки зору водія і пасажира). Потім він підходить до коня, бере вуздечку і зникає з екрану.

## Список композицій
Міжнародний сингл (1)
1. «Mama Said» — 5:19
2. «King Nothing (Live — Irvine Meadows, California 4 August 1996)» — 6:50
3. «Whiplash (Live — Irvine Meadows, California 4 August 1996)» — 4:52
4. «Mama Said (Edit)» — 4:34

Міжнародний сингл (2)
1. «Mama Said» — 5:19
2. «So What (Live — Irvine Meadows, California 4 August 1996)» — 3:00
3. «Creeping Death (Live — Irvine Meadows, California 4 August 1996)» — 7:15
4. «Mama Said (Early Demo Version)» — 6:52

Міжнародний сингл (вініл)
1. «Mama Said» — 5:19
2. «Ain't My Bitch (Live — Irvine Meadows, California 4 August 1996)» — 5:59

Австралійський максі-сингл
1. «Mama Said (Edit)» — 4:34
2. «Mama Said (Early Demo Version)» — 6:52

Промо-сингл (Велика Британія)
1. «Mama Said (Edit)» — 4:43
2. «Mama Said» — 5:19

EP (Японія)
1. «Mama Said (Edit)» — 4:42
2. «So What (Live — Irvine Meadows, California 4 August 1996)» — 2:58
3. «Creeping Death (Live — Irvine Meadows, California 4 August 1996)» — 7:14
4. «King Nothing (Live — Irvine Meadows, California 4 August 1996)» — 6:51
5. «Whiplash (Live — Irvine Meadows, California 4 August 1996)» — 6:01
6. «Mama Said (Early Demo Version)» — 6:53

## Склад
- Джеймс Гетфілд — вокал, ритм-гітара
- Кірк Гемметт — соло-гітара
- Ларс Ульріх — ударна установка
- Джейсон Ньюстед — бас-гітара